# Ribautodelphax imitantoides
Ribautodelphax imitantoides är en insektsart som beskrevs av Bierman 1987. Ribautodelphax imitantoides ingår i släktet Ribautodelphax och familjen sporrstritar. Inga underarter finns listade i Catalogue of Life.